# Neuro-Elektrische Stimulation
Neuro-Elektrische Stimulation, auch NeuroElektrische Stimulation oder NES geschrieben, ist ein alternativ-medizinisches, nicht etabliertes und nicht ausreichend wissenschaftlich belegtes und damit nicht evidenz-basiertes Verfahren zur Behandlung von Sucht-Erkrankungen durch die Anwendung von elektrischem Strom. Er wird über Klebeelektroden angewendet, die in der Regel hinter dem Ohr platziert werden. Die dabei verwendete Spannung ist niedrig (batteriebetriebene 6-Volt- oder 9-Volt-Geräte).

## Vorgeschichte
Elektrische Ströme werden in der Medizin schon seit mehreren tausend Jahren zur Behandlung unterschiedlicher Erkrankungen eingesetzt, heutzutage häufig der Batteriestrom aus 6-Volt- oder 9-Volt-Batterien.
Wissenschaftliche Forschung zur Elektrischen Stimulation (ES) begann ca. 1900 in Frankreich durch Leduc und Rouxeau. Unterschiedliche Verfahren gelten als Vorläufer der aktuellen und modernen NES. Viele Wissenschaftler und Behandler haben für ihre Verfahren eigene Geräte und eigene elektrische Impulsmuster und Frequenzen entwickelt und diesen Verfahren dann eigene Namen gegeben. Beispiele dafür sind: Auricular electrostimulation, Craniale Elektrostimulation (CES), Sub-Perception Electrical Stimulation (SPES),  Electrosleep, NeuroElectric Therapy (NET), Transcranial Electrotherapy (TCET), Transcutaneous Cranial Stimulation (TCES),  Limoge technique, Cerebral Electrotherapy (CET), Transcranial Electric Treatment (TET), neuromodulation, alpha induction therapy, Transcutaneous Spinal Electroanalgesia (TSE), Transcutaneous electrical nerve stimulation (TENS or TNS), Acupuncture-like TENS (AL-TENS), Microcurrent Electrical Therapy (MET), Microcurrent Electrical Therapy (MET).
Eine völlig andere Anwendung, die auf keinen Fall etwas mit der NES zu tun hat, ist die sog. Elektrokrampftherapie (EKT). Die einzige Gemeinsamkeit besteht darin, dass beide Verfahren zur Behandlung psychiatrischer Erkrankungen eingesetzt werden. Wesentlicher Unterschied ist jedoch, dass die modernen NES-Geräte beim bewusstseinsklaren, wachen Patienten angewendet werden und nur sehr geringe Spannungen produzieren (6 oder 9 Volt). Die Geräte zur EKT hingegen erzeugen sehr starke elektrische Ströme, die beim Patienten epileptische Anfälle und zeitweise Bewusstlosigkeit erzeugen.

## Margret Patterson
Eher zufällig machte die schottische Ärztin Margret Patterson (auch als Meg Patterson bekannt) 1970 bei ihrer Tätigkeit in Hongkong eine Entdeckung. Im Hongkong der 1970er Jahre war Opiumkonsum ähnlich verbreitet wie heute bei uns in Europa der Alkohol-Konsum. Aus diesem Grund haben Patienten in Hongkong, die ins Krankenhaus mussten, häufig Opiat-Entzugssymptome entwickelt. Irgendwann fiel Meg Patterson auf, dass eine bestimmte Patientengruppe keinerlei Probleme mit diesem häufigen Opiatentzug hatten. Das waren die Patienten, die in ihrem Krankenhaus in der Neurochirurgie operiert werden mussten und in diesem Zusammenhang eine bestimmte Form der Elektro-Akupunktur zur Narkose und zur Schmerzbehandlung nach der Operation bekommen hatten. Diese Patienten berichteten, dass sie nach dieser Elektro-Akupunktur zum ersten Mal keinen Entzug, keinen Suchtdruck, kein Verlangen nach der Droge mehr verspürten. Meg Patterson und ihre Kollegen Wen und Cheung haben dann begonnen, dieses Phänomen systematisch zu erforschen. Der Einsatz von elektrischem Strom über Akupunktur-Nadeln in der Ohrmuschel führte zu der erwarteten Verbesserung der Schmerzlinderung und hatte gleichzeitig auch noch die reduzierende Wirkung auf Heroin- und Opium-Entzugssymptome. In der weiteren Forschung fand Patterson heraus, dass die Anwendung von Klebe-Elektroden genauso wirksam war wie die Nadeln. Da die Nadeln unangenehm waren und zudem auch im Schlaf sehr störten, waren die Klebe-Elektroden eine einfache und elegante Lösung. Sie konnten auch zur Schlaf-Unterstützung während der Nacht angewendet werden. Zahlreiche Veröffentlichungen (z. B.) machten das Verfahren bekannt.
Nach ihrer Zufallsentdeckung setzte sie das Verfahren gezielt zur Behandlung von Drogensüchtigen ein und erforschte die Wirkung mit wissenschaftlichen Methoden.
Da sich das Verfahren bewährte, entwickelte sie in den folgenden 30 Jahren ihre eigenen Geräte und das Verfahren der Neuro-Electric Therapy (NET) weiter. Über zahllose Versuche bekam sie die richtigen Frequenzen und Stimulationsmuster für die Stimulation der entsprechenden Neurotransmitter wie Serotonin, Dopamin, Beta-Endorphin, Dynorphin, Enkephalin heraus. Mit dieser Methode war es möglich geworden, in nur 20 Minuten dauernden Sitzungen das Gehirn anzuregen, die entsprechende Transmitterproduktion wieder anzuschieben, deren Produktion auf Grund der konsumierten Suchtstoffe gestört war.
Nachdem sie nach England zurückgekehrt war, entschied sich Meg Patterson für die Suchtmedizin und die Neuro-Elektrische Therapie und gegen eine Tätigkeit in der klassischen Chirurgie. Sie widmete sich ausschließlich der Sucht-Therapie mit NET. Sie gründete eine Entzugsklinik, erforschte das Verfahren wissenschaftlich und entwickelte es weiter. Sie entgiftete Prominente wie Keith Richard von den Rolling Stones, Eric Clapton oder Pete Townsend von The Who. Nicht nur dadurch wurde Meg Patterson regelrecht berühmt. Sie starb im Jahre 2002. Ihre Kinder Myrrh und Lorne und ihr Schwiegersohn Joe Winston übernahmen ihr Erbe und die Aufgabe, NET in ihrem Sinne weiterzuentwickeln und einzusetzen.

## Einsatz
Die NES wird anstelle von medikamentöser Therapie bei einer Reihe von Erkrankungen oder Beschwerden eingesetzt. Dazu zählen Schmerzsyndrome, Angststörungen, Depressionen, Schlafstörungen und vor allem Abhängigkeitserkrankungen. Zum Einsatz der NES bei all diesen Krankheiten existieren mehr oder weniger wissenschaftliche Forschungen und Studien, die ihre Wirkung belegen sollen.
Die FDA hat in den USA die Therapie mit Elektrostimulation für die Behandlung von Angststörungen bei Suchterkrankungen 1978 genehmigt. Seit 1993 müssen sich die Hersteller von Neurostimulations-Geräten im Vorfeld des Geräteverkaufes einem Prüfungs-Prozess unterziehen. Da es sich nicht um Medikamente handelt, ist die Prüfung rein technischer Natur und es fehlt weiterhin ein evidenz-basierter Wirkungsnachweis.

## Anwendung der NES bei Sucht, Entzug und Suchtdruck
Häufiger Anwendungsbereich für die NES ist der Entzug bei Suchterkrankungen. Darüber hinaus sollen sich aber auch die Erkrankungen und Beschwerden beeinflussen lassen, die bei einem Entzug typischerweise auftreten (körperliche Schmerzen, Schlafstörungen, depressive Zustände, Angststörungen, Stress-Zustände, kognitive Dysfunktion, protrahierter Entzug).
Meg Patterson hat 1984 in einer großen offenen Studie am Menschen beschrieben, dass 95 % ihrer Patienten am Ende einer drei- bis zehntägigen Behandlung mit Neuro-Elektrischer Therapie angaben, frei von Suchtdruck zu sein. 75 % waren frei von Angst. Außerdem war die Erfolgsrate bei den Entzugsbehandlungen ungewöhnlich hoch und die Rezidivrate bei einer Langzeit-Nachuntersuchung relativ niedrig.
In einer späteren Untersuchung aus dem Jahr 1994 beschreibt Patterson außerdem, dass die mit Neuro-Elektrischer Therapie behandelten Patienten im Gegensatz zu den herkömmlich medikamentengestützt entzogenen Patienten auch in einer weiteren Hinsicht besser abschneiden. Sie sind statistisch signifikant von größerer mentaler und emotionaler Klarheit, sind positiver gestimmt und waren hoffnungsvoller.
Sie schrieb das dem Ausmaß der Linderung der Entzugssymptome zu, wobei die Mehrheit zwischen 50 und 75 % Symptomlinderung angab, einige sogar zwischen 75 und 95 %. Alle Patienten mit mehr als 50 % Symptomlinderung brauchten keine weiteren Medikamente mehr zur Behandlung von Entzugssymptomen.
Andere Autoren fanden, dass eine signifikante Verbesserung der Opiat-Entzugssymptome bei Heroin-Abhängigen bei alternierender Stimulation zu finden war. Eine offene klinische Studie mit über 500 Heroin-Patienten im Entzug zeigte, dass sich neben den objektiven Entzugssymptomen auch Schlaf und Wohlbefinden besserten.
Auch bei einer kontrollierten Studie bei Alkohol-Abhängigen zeigte sich in der Gruppe der echt Behandelten ein signifikant reduzierter Suchtdruck im Gegensatz zur scheinbehandelten Kontroll-Gruppe.